# Oxytate sangangensis
Oxytate sangangensis es una especie de araña cangrejo del género Oxytate, familia Thomisidae. Fue descrita científicamente por Tang et al. en 1999.

## Distribución
Esta especie se encuentra en China.

## Tratamiento taxonómico
La especie aparece registrada y publicada en One new species of the genus Oxytate and the male supplement of Tibellus zhui from China (Arachnida: Araneae). Korean Arachnology 15(1): 27–31.